# Isaak Abelin
Isaak Abelin (* 6. Februar 1883 in Witebsk oder Moskau; † 25. April 1965 in Bern; heimatberechtigt seit 1918 in Bern) war ein Schweizer Physiologe, Pharmazeut und Hochschullehrer.

## Leben
Zur Herkunft und schulischen Ausbildung von Isaak Abelin liegen keine Hinweise vor. Nach seiner Geburt im heutigen Belarus begann er dort eine Ausbildung zum Apotheker und legte 1904 eine Apothekergehilfenprüfung an der Universität Odessa ab. Er kam 1904 in die Schweiz und immatrikulierte sich später zu einem Studium der Chemie an der Universität Bern; er hörte unter anderem Vorlesungen bei Stanislaw Kostanecki. 1910 promovierte er mit seiner Dissertation Ueber einige Derivate des 5-Methoxy-2-Styryl-Cumarons zum Dr. phil. und war darauf bis 1918 als Assistent, unter anderem bei Emil Bürgi, am Medizinisch-Chemischen, am Pharmakologischen und am Physiologischen Institut in Bern tätig; 1914 habilitierte er sich als Privatdozent für anorganische Chemie. 1922 schloss er ein Medizinstudium in Bern mit seiner Promotion Ueber die spezifisch dynamische Wirkung der Eiweisskörper ab, habilitierte sich 1924 für Physiologie und erhielt 1925 an der Medizinischen Fakultät der Universität Bern einen Lehrauftrag für Biochemie und Ernährungslehre.
1927 wurde er ausserordentlicher und 1943 ordentlicher Professor der Ernährungslehre und der allgemeinen Physiologie an der Universität Bern; mit Ernennung zum ordentlichen Professor durch den Regierungsrat erhielt er den neu geschaffenen Lehrstuhl für Medizinische Chemie.
Er beschäftigte sich 1928 mit der Erforschung von Brot als Lebensmittel und dessen Auswirkungen. Seine Publikation Zur Brotfrage von 1937 führte zu mehreren Gegendarstellungen. Er hielt auch einige öffentliche Vorträge zu Ernährungsfragen und veröffentlichte unter anderem in der Schweizerischen Medizinischen Wochenschrift (siehe Swiss Medical Weekly) und in der Zeitschrift für Vitaminforschung.
Er verfasste unter anderem 1944 eine Einführung in die experimentelle chemische Physiologie, 1952 Spezielle klinisch-chemische Methoden und 1960 Hormone (mit 144 Abbildungen und 88 Tabellen).
1946 wurde er Leiter des Instituts für medizinische Chemie, das 1950 in ein neues Gebäude umzog; drei grosse Forschungsthemen prägten seine Tätigkeit am rasch wachsenden Medizinisch-Chemischen Institut: Ernährung, Hormone und Klinische Chemie. 1953 trat er von seinem Amt als Institutsdirektor zurück; sein Nachfolger wurde Hugo Aebi (1921–1983).
Er wurde 1948 zum Mitglied der Medizinalprüfungskommission gewählt; 1955 trat er zurück.
1954 emeritierte er als Ordinarius für Physiologische Chemie.
In den 1950er Jahren beschäftigte er sich mit der Erforschung der Milch.
Er rief 1952, nach dem Tod des Unternehmers Albert Wander, die Stiftung Dr.-Albert-Wander-Gedenkvorlesung ins Leben, die alle zwei Jahre einen wissenschaftlichen Vortrag durchführte.
Nach Isaak Abelin ist die Abelinsche Reaktion zum Nachweis von Salvarsan in Blut und Harn benannt.
1911 heiratete er Sarah Machla (geb. Rosenblatt; * 1876; † 29. März 1951 in Bern), Dr. phil. aus Lublin.
Der Stadtrat der Stadt Bern erteilte ihm 1918 die Heimatberechtigung.
Er wurde auf dem Jüdischen Friedhof Bern beigesetzt.

## Mitgliedschaften
Isaak Abelin war Mitglied zahlreicher nationaler und internationaler wissenschaftlicher Gesellschaften, unter anderem wurde er 1937 von der Wiener Biologischen Gesellschaft zum korrespondierenden Mitglied ernannt.
1957 ernannte ihn der Schweizerische Verein für Physiologie, Pharmakologie und Physiologische Chemie zum Ehrenmitglied, und 1958 wurde er durch die Schweizerische Gesellschaft für Klinische Chemie zum ersten Ehrenmitglied ernannt.

## Schriften (Auswahl)
- Ueber einige Derivate des 5-Methoxy-2-Styryl-Cumarons. Bern 1910.
- Über eine neue Methode, das Salvarsan nachzuweisen. In: Münchener medizinische Wochenschrift. 58. Jahrgang, I. Hälfte. 1911, S. 1002–1003 (Digitalisat)
- Ueber die spezifisch dynamische Wirkung der Eiweisskörper. 1922.
- Das Brot und die Brotforschung. In: Der Bund. 13. August 1931, S. 8 (Digitalisat).
- Zur Brotfrage: Was ergibt die Forschung an der Universität Bern? In: Der Bund. 8. Oktober 1937, S. 1–2 (Digitalisat).
- Alkohol und Ernährung. 1939.
- Ueber einige Ernährungsfragen der Gegenwart. 1942.
- Rudolf Signer; Hugo Theorell; Isaak Abelin, Eduard Glanzmann: Zur Chemie, Physiologie und Pathologie des Eiweißes. Bern 1944.[37]
- Einführung in die experimentelle chemische Physiologie. 1944.[38]
- Spezielle klinisch-chemische Methoden. 1952.
- Hormone. 1960.